# Demonoid
Это статья о музыкальной группе. Для получения информации о BitTorrent-трекере см. Demonoid (торрент-трекер)
Demonoid — шведская группа, играющая экстремальный метал, наиболее близкий к традиционным дэт-металу и трэш-металу.

## История
Гитарист группы Therion Кристиан Ниеманн захотел играть более жёсткую музыку и ранее со своим братом Йоханом пытался основать собственную группу, однако ни одна из их работ так и не была записана. Demonoid появилась после того, как к братьям присоединились коллеги по Therion, Кристофер Йонссон и Рикард Эвенсенд.
В 2004 году группа выпустила свой единственный пока альбом, Riders of the Apocalypse.
25 марта 2006 года было объявлено, что вокалист Кристофер Йонссон покинул группу и замена ему уже найдена. 7 октября 2007 года новым вокалистом группы стал Император Магус Калигула (Emperor Magus Caligula) из Dark Funeral.
В 2012 году Emperor Magus Caligula покинул группу. Его заменил вокалист бразильского происхождения Марио Сантос Рамос.

## Дискография
- 2004 — Riders of the Apocalypse

## Состав группы
- Кристиан Ниеманн — гитара
- Йохан Ниеманн — бас-гитара
- Рикард Эвенсенд — ударные
- Марио Сантос Рамос — вокал

### Бывшие участники
- Кристофер Йонссон — вокал
- Emperor Magus Caligula (Массе Бруберг) — вокал